# 克魯格列 (沃洛季米列齊區)
51°26′46″N 25°47′55″E / 51.44611°N 25.79861°E
克魯格列（烏克蘭語：Кругле），是烏克蘭西北部的村莊，隸屬里夫內州的瓦拉什區。該村始建於1629年，面積11.4平方公里，海拔高度160米，2001年人口313，人口密度每平方公里27.4人。